# Iglesia de Santa María de Montserrat de los Españoles

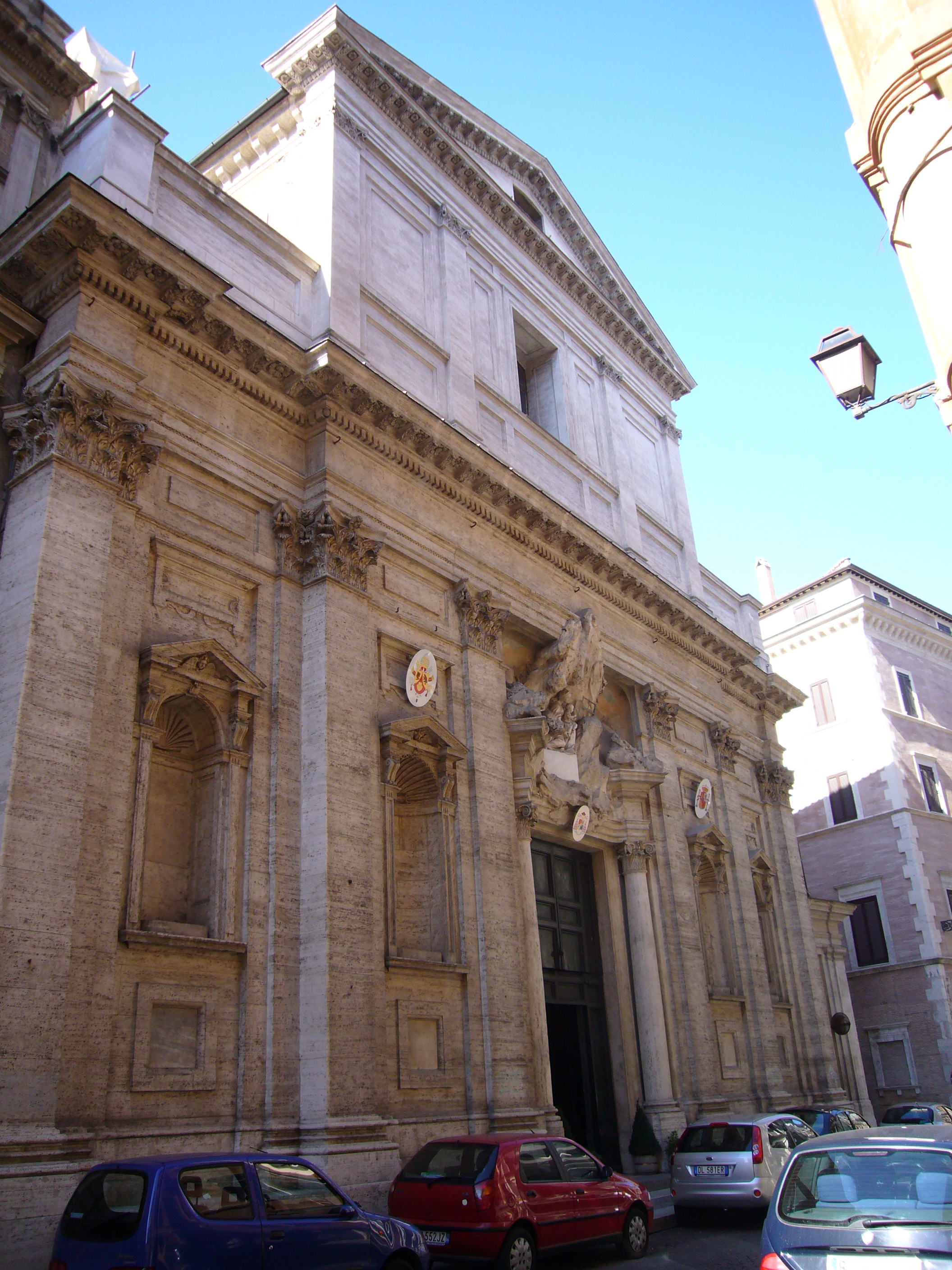
Fachada de Santa María de Montserrat.

La Iglesia Nacional Española de Santiago y Montserrat, más conocida como Santa María de Montserrat de los Españoles (en italiano: Santa Maria in Monserrato degli Spagnoli), desde 2003 título cardenalicio, es actualmente la iglesia nacional de España en Roma.
El edificio actual se construyó en los siglos XVI y XVII. Aunque fue muy modificado posteriormente, sobre todo en su decoración interior, conserva un buen número de obras de arte de destacados autores.

## Historia
La imagen original de la Virgen de Montserrat se venera en el Monasterio de Montserrat, en Cataluña, España.
Los reyes españoles fueron grandes devotos suyos, ya desde los Trastámara (Sennora con humildat e deuoto coraçón prometo a Montserrat yr facer mi oraçión, anota Pero López de Ayala). Así, Fernando de Antequera quiso subir al santuario de Montserrat el día antes de morir; Carlos V y Felipe II murieron con una vela bendecida de la Moreneta en las manos; este último pagó la obra civil de la explanada actual del monasterio (en aquella época, al tener que usar caminos de mulo, tuvo un coste similar al de El Escorial). A ella se dedicaron nombres de templos (Perú, Chile,..) o islas, montañas, departamentos, así como innumerables iglesias, ermitas y capillas en todo el mundo.
El 1354, la catalana Jacoba Ferrandes fundó en la vía Arenula de Roma San Niccolò di Catalani, un hospicio para los peregrinos de la Corona de Aragón, especialmente los pobres o enfermos. El ejemplo de Jacoba Ferrandes fue imitado en 1363 por Margarita Pauli de Mallorca, que a su vez fundó un hospicio contiguo para mujeres, Santa Margarida di Catalani.
En 1495, Alejandro VI (Rodrigo de Borja) fusionó los dos hospicios en una sola fraternidad bajo el patrocinio de la Virgen de Montserrat. Los diputados se reunieron el 1506 en Roma para levantar la Església de santa María de Montserrat en honor a la Virgen sobre la antigua capilla de San Niccolò en Corte Savella, anexa al hospicio, que se comenzó el 1518 con adiciones posteriores al siglo XVII.
El edificio actual de la iglesia de Montserrat de Roma se terminó en el siglo XVI con el nombre de Chiesa di Santa Maria in Monserrato, en la calle de l'Ospedale, calle que acabó tomando su nombre (llamada viale Monserrato hoy en día). 
Como se ha señalado, era una institución que tenía como fin principal servir de centro de acogida para los peregrinos españoles en Roma, en especial aquellos pobres o enfermos, y para representantes de diversa procedencia y rango social, principalmente de Cataluña, Valencia, Baleares y Aragón; es decir, acogía principalmente a los peregrinos de los diferentes territorios de la Corona de Aragón.
En 1807 se fusionó con otra institución, fundada a su vez al final de la Edad Media por Alfonso de Paradinas, nombrado en 1469 obispo de Ciudad Rodrigo, la Iglesia de Santiago y San Ildefonso de los Españoles, alegando que la sede de ésta amenazaba ruina (el mismo edificio que actualmente es la Iglesia de Santa María del Sagrado Corazón en la Plaza Navona), que acogía principalmente los peregrinos que provenían del Reino de Castilla.
Debido a sus orígenes y actividades, ambos centros establecieron rápidamente relaciones con las instituciones de sus dos reinos, adquiriendo de ese modo, cada vez con mayor intensidad, el carácter de iglesias nacionales. Pero después de la clausura de la iglesia de Santiago en 1798, el papa Pío VII aprobó su unión canónica con la de Montserrat en 1807. Posteriormente, decretada la definitiva clausura de la de Santiago en 1817 y su venta en 1878, se mantuvo como única iglesia nacional española la de Montserrat, cuyo nombre oficial en España pasó a ser Iglesia Nacional Española de Santiago y Montserrat, aunque en Italia siempre fue conocida como Chiesa di Santa Maria in Monserrato degli Spagnoli.
En ella están enterrados los dos papas Borgia, Calixto III y Alejandro VI, los dos únicos pontífices de origen hispano junto con San Dámaso. Españoles residentes en Roma en 1881 decidieron erigir un panteón para albergar los restos de ambos papas. Felipe Moratilla labró la sepultura. En 1889 los restos de los papas fueron colocados en la sepultura. En los medallones con los retratos de los papas parece haber un equívoco en los nombres, con lo que la confusión entre tío y sobrino es grande.

## Edificio

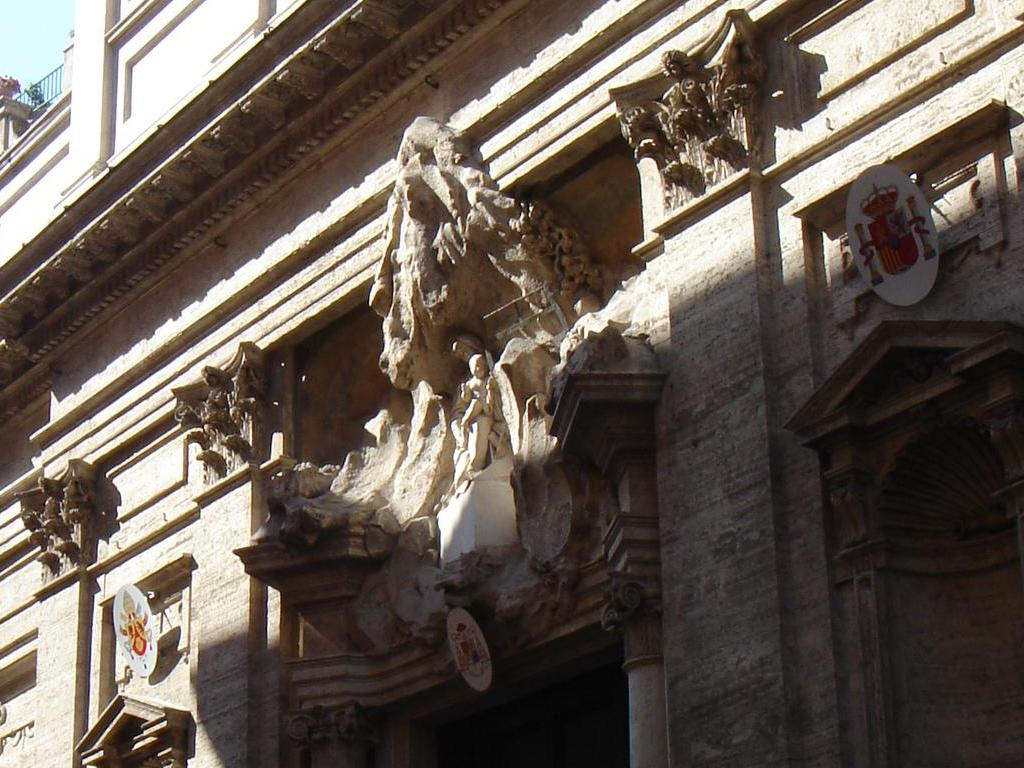
El friso de la fachada.

El proyecto arquitectónico de la iglesia es de Antonio da Sangallo el Joven. Los trabajos de edificación sufrieron diversas interrupciones debido a la falta de recursos, pero los arquitectos que continuaron las obras (Bernardino Valperga, Francesco da Volterra, etc.) respetaron el proyecto original. Las obras comenzaron en 1518, el altar mayor se consagró en 1594, la bóveda de la nave se terminó en 1598 pero hasta 1675 no se concluyó la del ábside, construyéndose y sacralizando entonces un nuevo altar mayor. Fue restaurada por completo entre 1818-1821 y construido ex novo el altar mayor, siendo reconsagrado en el año 1822.

### Fachada y portal
La fachada, de dos cuerpos, fue proyectada por Francesco da Volterra (†1588), que construyó la mitad derecha del primer cuerpo entre 1582 y 1584; la mitad izquierda en cambio es de 1593, es decir, posterior a la muerte del arquitecto. El segundo cuerpo pertenece a un nuevo proyecto de Giuseppe Sarti de 1855, más tosco y cargado en las proporciones. El portal está formado en orden corintio con pilastras y hornacinas aveneradas, y un arquitrabe y entablamento cóncavo. El friso y la cornisa de este primer cuerpo aparecen separados y en el centro se encuentra el grupo escultórico de Giambattista Contini, realizado entre 1673 y 1675: una representación naturalista de roca que encuadra el grupo de la Virgen con el Niño en acto de cortar la montaña, tema iconográfico de la iglesia.

### Interior
Fue la primera iglesia de Roma diseñada con una nave única rectangular, con tres capillas a cada lado y un profundo presbiterio con terminaciones absidales semicirculares. El fresco sobre el arco de la capilla central, de Francesco Nappi (siglo XVII) representa el Sueño de la Virgen; en la izquierda se encuentra la Coronación de Nuestra Señora, de Giambattista Ricci da Novara (†1627). En los nichos que se abren sobre las puertas laterales están colocadas las estatuas de los aragoneses santa Isabel de Portugal y san Pedro Arbués, del escultor neoclásico Juan Adán. La decoración en claroscuros sobre fondo dorado, de Giuseppe Camporese y de su sobrino Pietro, fue realizada en 1820-21. Los escudos de las provincias, de 1929, son obra del pintor Eugenio Cisterna. El Viacrucis en bronce, de 1958, es del escultor valenciano Carmelo Pastor.

### Primera capilla de la derecha
Esta capilla, dedicada en principio a san Felipe y san Nicolás, fue concedida en 1590 a Bernardino Rocci (†1599), del cual se conserva la lápida sepulcral y, en la clave del arco, el escudo nobiliario de su familia. El cuadro al óleo, del maestro barroco Annibale Carracci, representa al franciscano san Diego de Alcalá y proviene de la capilla que tenía dedicada en la iglesia de Santiago.
A la derecha, el mausoleo de los dos papas españoles de la familia de los de Borja o Borgia, el papa Calixto III y el papa Alejandro VI, del escultor Felipe Moratilla, terminado en 1889. Debajo se encuentra el cenotafio del rey de España Alfonso XIII, muerto en el exilio en Roma en 1941, y cuyos restos fueron trasladados en 1980 al Panteón de los Reyes del monasterio de El Escorial, en Madrid. A la izquierda, en lo alto, el monumento sepulcral neoclásico del escultor catalán Antonio Solá, obra del escultor José Vilches, realizado en 1862, y debajo, el monumento de Francisco de Paula Mora, hijo de los marqueses de Lugros, muerto en Nápoles en 1842 y trasladado a esta iglesia en 1843.

### Segunda capilla a la derecha

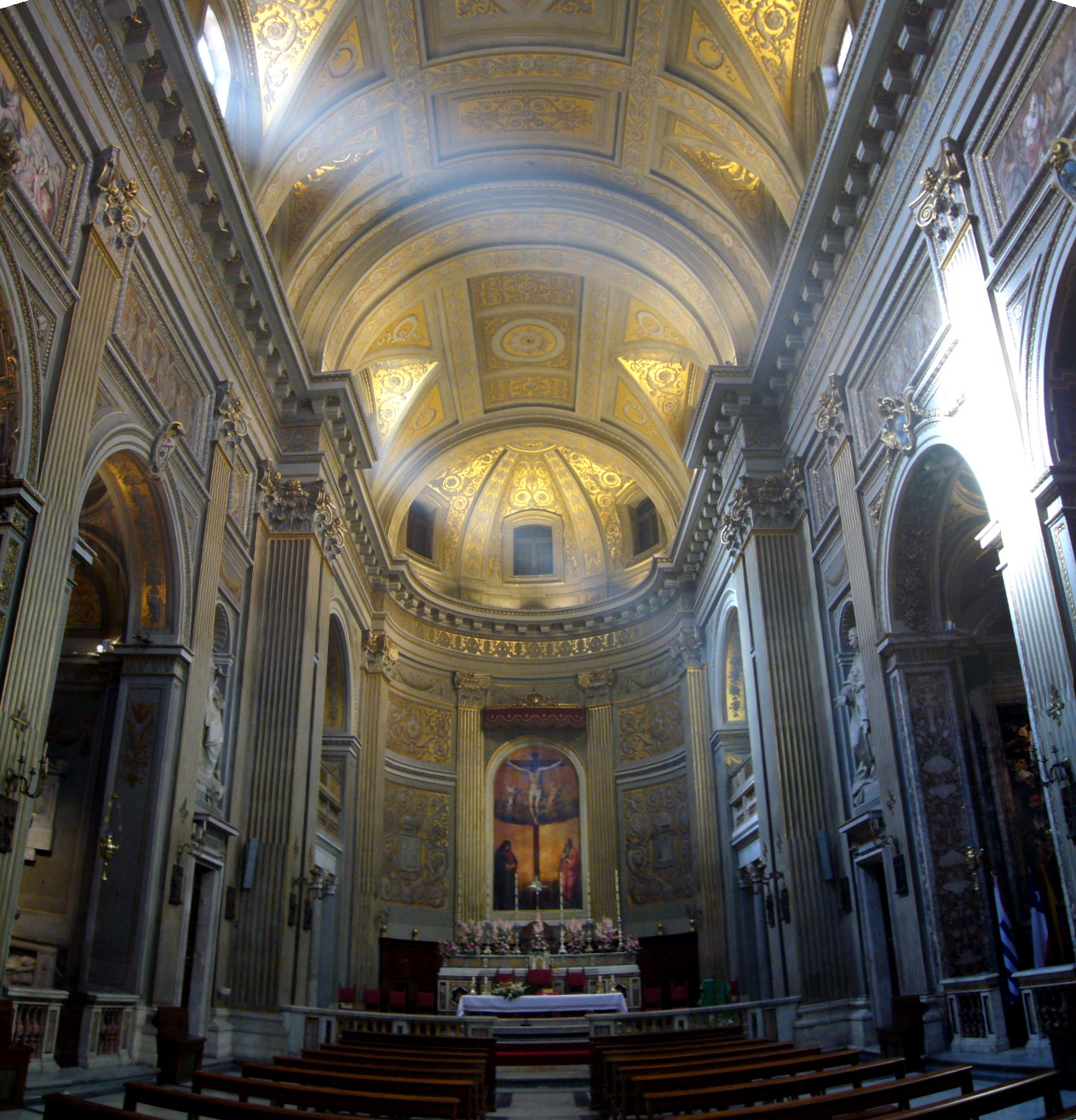
Interior de la iglesia.

Cedida en 1624 al benefactor Gabriel Ferrer (†1607), la capilla conserva su lápida sepulcral en el suelo y, en la clave del arco, su escudo nobiliario. Las pinturas son todas de Francesco Nappi. En el altar un cuadro de La Anunciación. En las paredes laterales, dos frescos: Nacimiento de la Virgen María y Asunción. En la parte baja, los monumentos sepulcrales de dos embajadores de España muertos en Roma: Julián de Villalba (†1843) y Salvador de Cea Bermúdez (†1852). Las cuatro claraboyas triangulares representan figuras de ángeles que portan símbolos alusivos a la Virgen, siendo uno de ellos el referido a la Visitación de María a santa Isabel. Bajo el arco y en las pilastras se encuentran algunos retratos de profetas y otros símbolos marianos; en la cúpula aparece la imagen de santa Cecilia y en el tímpano la del Padre Eterno.

### Tercera capilla a la derecha
La decoración, realizada en el siglo XVII por los canónigos zaragozanos Antonio Francés y Miguel de Cetina, es quizá la que muestra un mayor esplendor por sus mármoles polícromos, según estipuló en su proyecto el último artífice, Francisco Gómez García, canónigo de Barcelona (†1778). El cuadro que se encuentra en el altar, obra de Francisco Preciado de la Vega, muestra a la Virgen del Pilar con el Apóstol Santiago y san Vicente Ferrer postrados a sus pies. El cuadro que se encuentra a la derecha, obra de Francesco di Città di Castello, de 1551, representa la Asunción de María, mientras que el situado a la izquierda alude al Triunfo de la Inmaculada Concepción, patrona de España, obra del pintor Louis Cousin (llamado Luigi Primo Gentile), de 1663. Ambos cuadros provienen de la iglesia de Santiago.

### Presbiterio
Con un ábside amplio y profundo, el presbiterio fue muy modificado en el siglo XIX. En el centro del ábside, preside este espacio una Crucifixión, de Girolamo Siciolante da Sermoneta, pintada entre 1564-1565 para la iglesia de Santiago. Las tribunas y la cantoría, datadas en 1828-1829, con columnas corintias de mármol de Carrara y de la Isla de Elba, son obra de Pietro Camporese el Joven. Se encuentra también en esta capilla un órgano, traído de Santiago y colocado encima del ingreso a la misma.

### Tercera capilla a la izquierda

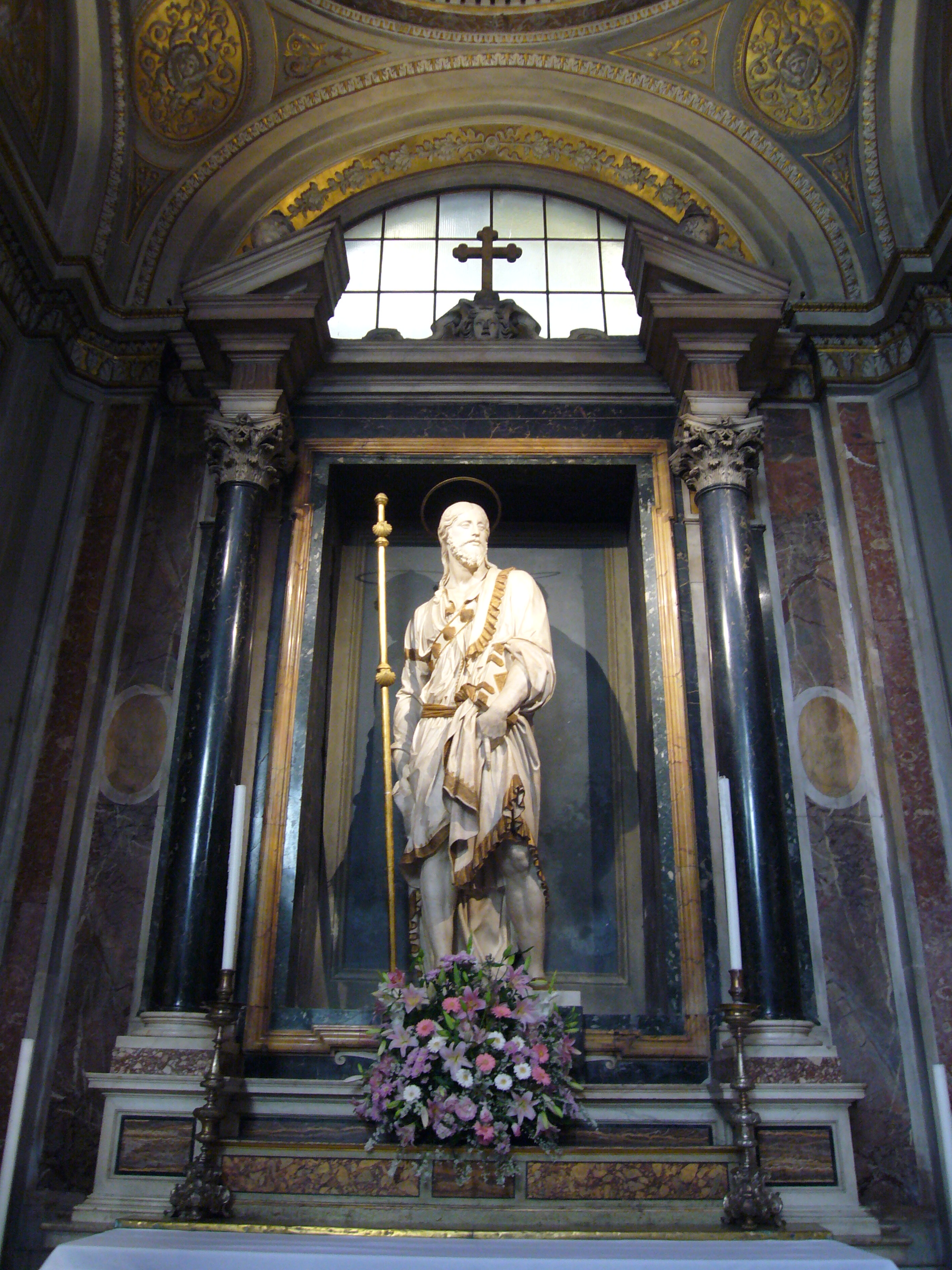
Interior de la capilla de Santiago con la estatua de Jacopo Sansovino.

Esta capilla, patrocinada por la familia del canónigo Francisco Robuster (†1570), estaba dedicada a Cristo Crucificado. En 1882 se colocó en su interior la estatua de Santiago el Mayor, patrón de España, excelente obra de Jacopo Sansovino, encargada por el cardenal Jaume Serra (†1517) para su capilla en la antigua iglesia de Santiago. Las veneras que porta la imagen son una adición de 1822.
Del escultor neoclásico Antonio Solá es el monumento sepulcral de Félix Aguirre (†1832) y de José Álvarez Bouguel (1805-1830), así como del embajador Antonio Vargas Laguna (†1824). A la izquierda, en la parte inferior, se encuentra la tumba del obispo Alfonso de Paradinas, y a la derecha, la de Juan de Fuensalida (†1498), obispo de Terni y secretario del papa Alejandro VI, atribuidas ambas a Andrea Bregno (†1503).

### Segunda capilla a la izquierda
Cedida al obispo de Malta, el catalán Tomàs Gargall (†1614), cuyo escudo aparece en la decoración de la capilla, está dedicada a a Virgen de Montserrat, titular de la iglesia. La imagen de la Virgen, del escultor Manuel Martí Cabrer (Barcelona, 1901), es copia de la que se venera en el santuario catalán, y fue regalo de los monjes, ofrecido en el Año Santo de 1950; la misma fue solemnemente bendecida por el papa Pío XII. Los frescos laterales, representando una escena de la vida de san Raimundo de Peñafort, y una vista del Monte Santo, así como los evangelistas de los lunetos y las escenas marianas del arco están atribuidos a Giambattista Ricci da Novara.

### Primera capilla a la izquierda
El grupo escultórico, en mármol, que se venera en esta capilla desde 1821, dedicada antes a santa Eulalia de Barcelona, representa a Santa Ana, la Virgen y el Niño Jesús y fue esculpido en 1544 por el florentino Maso del Bosco (Tommaso Boscoli) bajo comisión del sacerdote sevillano Pedro de Velasco. En la columna de la derecha está colocado un coetáneo Tabernáculo de los Óleos Santos de finales del siglo XV, atribuido al escultor milanés Luigi Capponi, discípulo de Andrea Bregno. Ambas son obras provenientes de la iglesia de Santiago.
En la pared de la derecha, el monumento sepulcral neoclásico, de autor anónimo, del embajador de España José Narciso Aparici Soler, fallecido en Roma en 1845.

## Visitas
La Basílica está abierta al público los días laborales de 08 -13 y de 15.30 -18.30, los sábados 8-13 y de 15.30- 19.30. 
Las misas se celebran (en español) todos los dias a las 8. 
Sábados y prefestivos a las 17.30
Los domingos y festivos a las 10.30 y la misa solemne a las 12.

## El órgano
Situada en las dos cantorías del presbiterio, el órgano Migliorini fue inaugurado en 1929. Contiene 1752 tubos distribuidos en dos teclados manual y un teclado de pedal. Es a transmisión eléctrica.
Disposición fónica
- Primer teclado- Grand'Organo

Principale	16'
Principale I	8'
Principale II	8'
Ottava	4'
Ripieno grave	3 file
Ripieno acuto	5 file
Flauto	8'
Dulciana	8'
Gamba	8'
Tromba	8'
- Segundo teclado - Espressivo

Principalino	8'
Corno di camoscio	8'
Bordone	8'
Flauto	4'
Nazardo	2.2/3'
Ottavino	2'
Viola	8'
Voce celeste	8'
Oboe	8'
Voce corale	8'
Tremolo
- Pedal

Contrabbasso	16'
Basso	8'
Ottava	4'
Subbasso	16'
Bordone	8'
Violonchelo	8'
Fagotto	16'
- Unioni e accoppiamenti

Unione	I-P
Unione	II-P
Ottava Acuta	I-P
Ottava Acuta	II-P
Ottava Grave	I
Ottava Grave	II-I
Unione	II-I
Ottava Acuta	I
Ottava Acuta	II-I
Ottava Grave	II
Ottava Acuta II

## Galería de imágenes

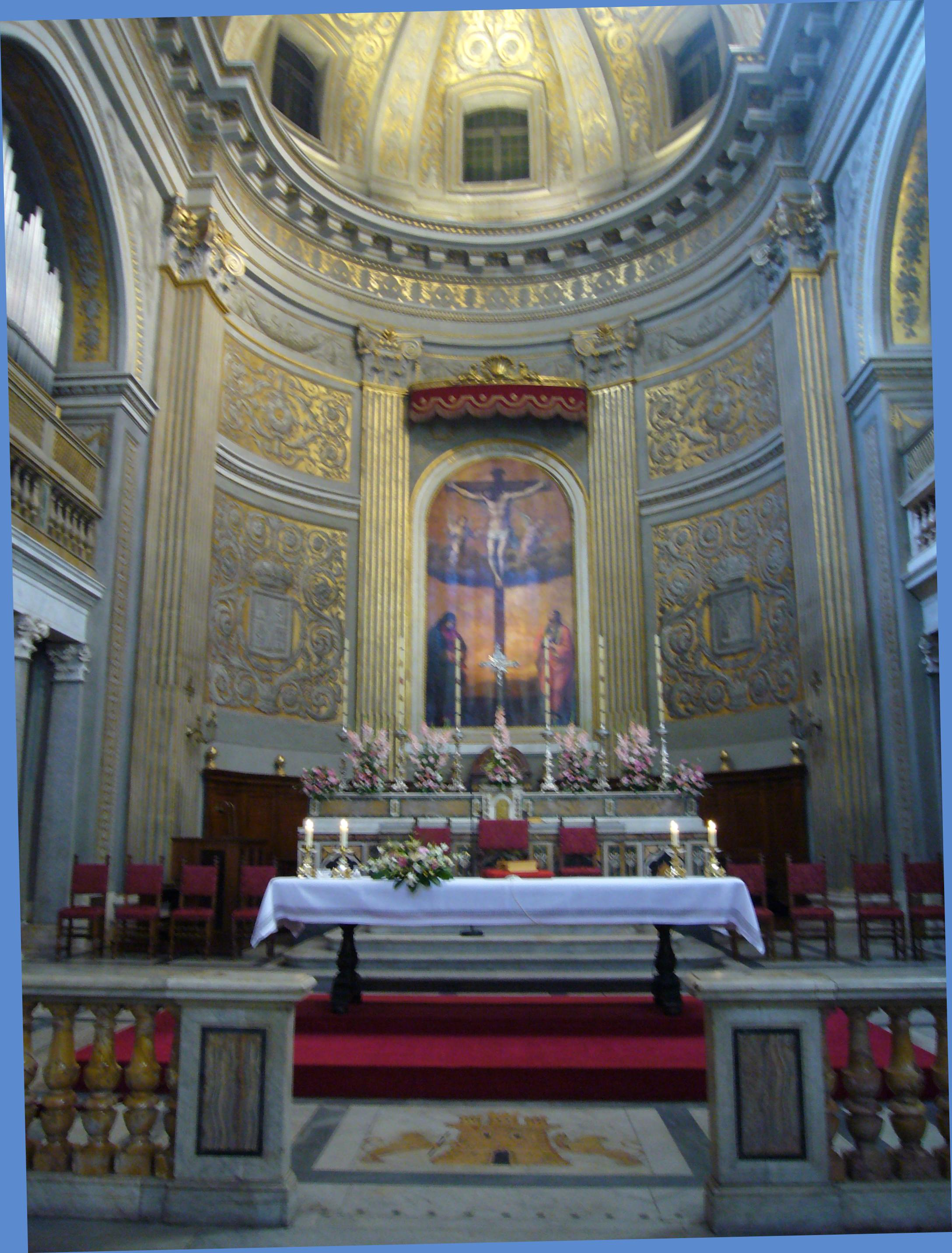
Vista de la capilla mayor, con la Crucifixión de Siciolante da Sermoneta
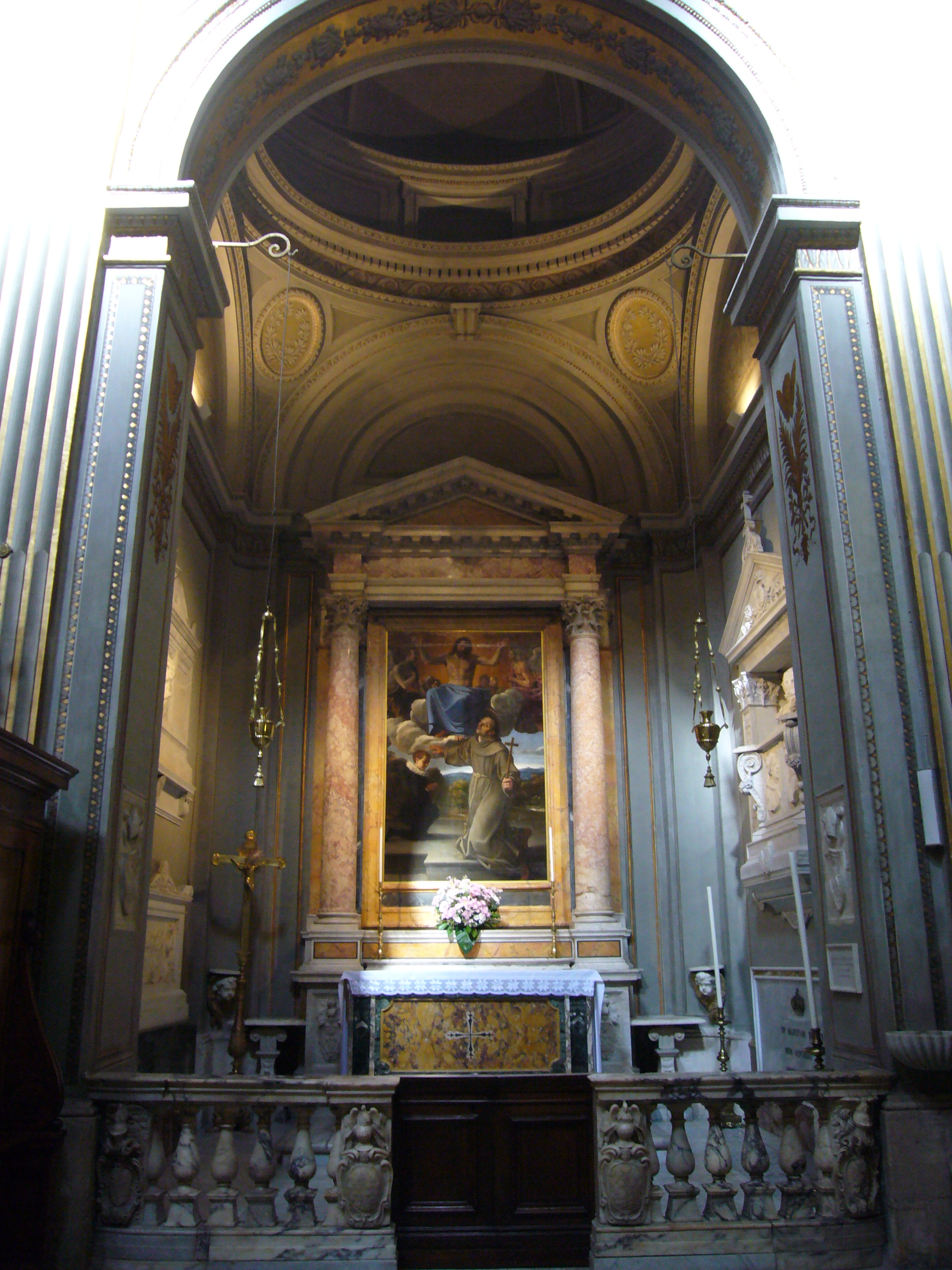
La primera capilla a la derecha, con el cuadro de Annibale Carracci representando a san Diego de Alcalá
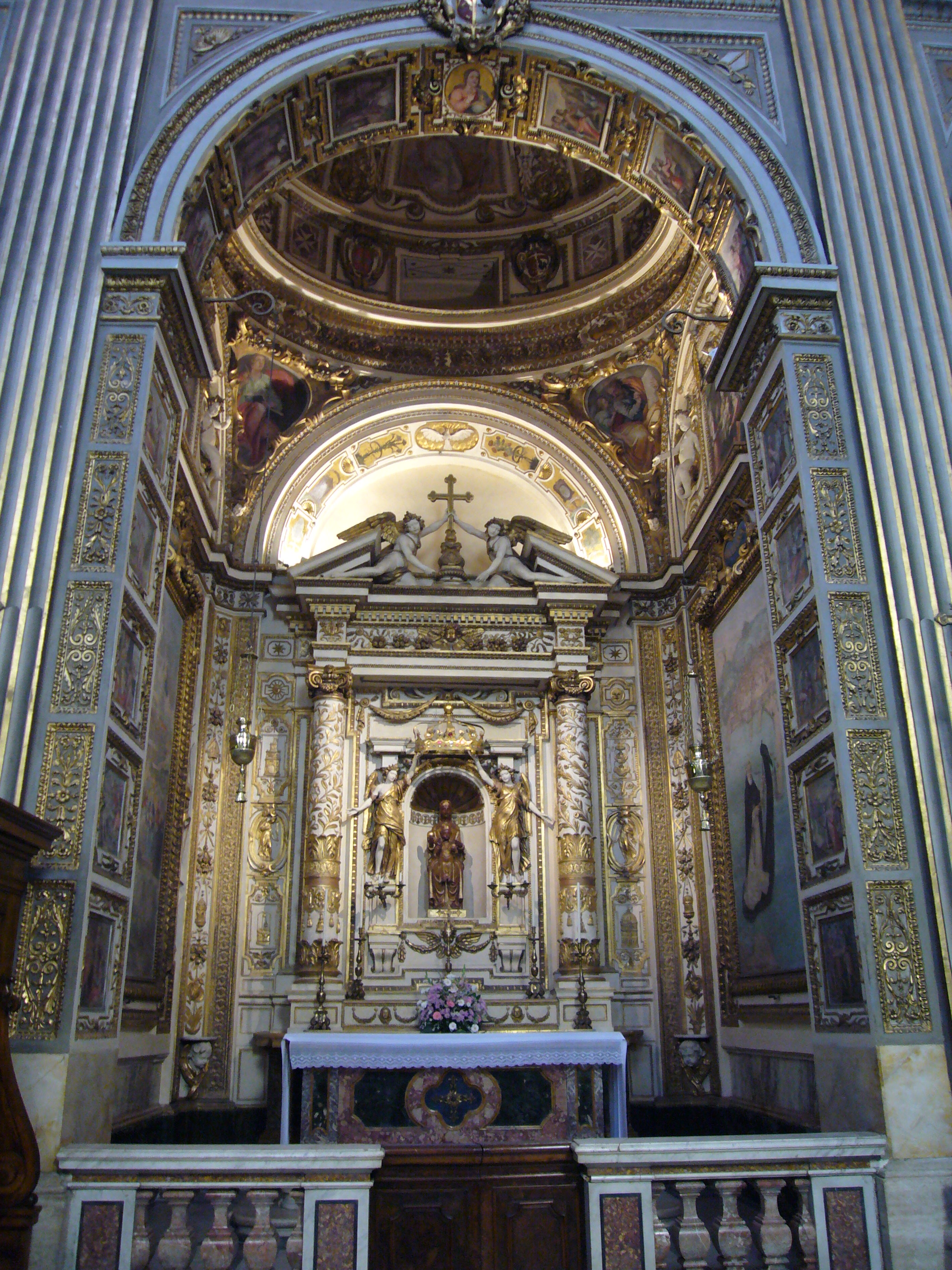
La segunda capilla a la izquierda, con la imagen de la Virgen de Montserrat
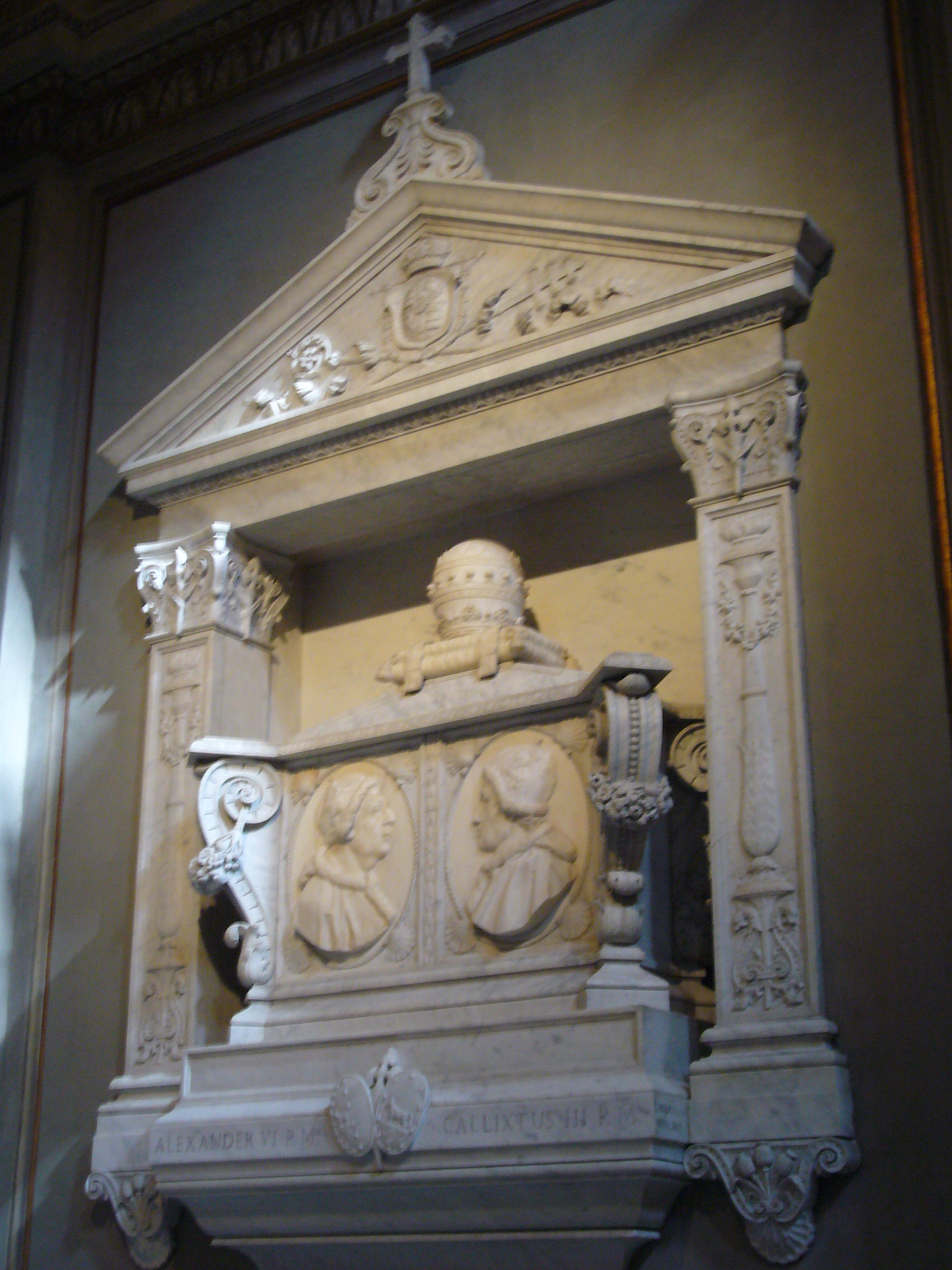
Sepulcro de los papas Alejandro VI y Calixto III